# Rhodostrophia abscisaria
Rhodostrophia abscisaria är en fjärilsart som beskrevs av Brandt 1941. Rhodostrophia abscisaria ingår i släktet Rhodostrophia och familjen mätare. Inga underarter finns listade.